# Пітер Джекобсон
Пітер С. Джекобсон (англ. Peter S. Jacobson; нар. 24 березня 1965, Чикаго, Іллінойс, США) — американський актор і композитор. Відомий роллю доктора Кріса Тауба у серіалі «Доктор Хаус» (2007—2012).

## Біографія
Народився в Чикаго, штат Іллінойс, у родині знаменитого чиказького телерепортера і ведучого новин Волтера Джекобсона. Належить до єврейської родини, яка походить з Росії, України та, можливо, також Литви.
1987 року закінчив Університет Брауна в Провіденсі, штат Род-Айленд, а в 1991 — престижну Джулліардську музичну школу в Нью-Йорку.
Джейкобсон і Ліза Едельштейн, які пізніше знялися в серіалі «Доктор Хаус», зіграли пару, що вечеряє у ресторані, у фільмі 1997 року «Краще не буває». Джейкобсон також двічі з'являвся в серіалі «Закон і порядок» як Ренді Дворкін, доброзичливий адвокат, який захищає справедливість. 2005 року зіграв Джиммі у фільмі «Добраніч, та нехай щастить», який номінувався на «Оскар». Актор також з'явився в таких серіалах і фільмах, як «Клініка» і «C.S.I.: Місце злочину Маямі», «Перша дружина» «Трансформери», «Колонія» і «Опівнічний експрес».
2007 року Джейкобсон долучився до акторського складу серіалу «Доктора Хаус» в ролі доктора Кріса Тауба, пластичного хірурга, який став частиною діагностичної команди доктора Хауса. Також виконав гостьову роль в одну з епізодів серіалу «Дорогий доктор», у якому зіграв Алана.

## Фільмографія
| Рік       | Фільм                                                    | Роль                                              | Примітки |
| --------- | -------------------------------------------------------- | ------------------------------------------------- | --- |
| 1993      | Поліція Нью-Йорка (серіал) (NYPD Blue)                   | Репортер #1                                       | 1 епізод («4B or Not 4B») |
| 1994      | Це могло трапитися з вами (It Could Happen to You)       | Телевізійний репортер                             | |
| 1994      | Закон і порядок (серіал — 1994—2006) (Law & Order)       | Dr. Karl Styne, Randolph J. 'Randy' Dworkin, Esq. | 4 епізоди («Doubles as Dr. Karl Styne»; «Chosen, Bounty»; «Thinking Makes It So as Randolf J. 'Randy' Dworkin»; «Esq».)               |
| 1996      | Черговий переїзд Еда (Ed's Next Move)                    | Власник магазину з кавою у Ялті                   | |
| 1997      | Приватна частина (Private Parts)                         | Адвокат                                           | |
| 1997      | Заповіді (Commandments)                                  | Банкір                                            | |
| 1997      | В'язниця Оз (серіал) (OZ)                                | Керлтон Еуербек                                   | 1 епізод («Capital P») |
| 1997      | Теорія змови (Conspiracy Theory)                         | Оператор відеонагляду                             | |
| 1997      | Розбираючи Гаррі (Deconstructing Harry)                  | Голдберг/ персонаж Гаррі                          | |
| 1997      | Spin City (серіал) ()                                    | Грег Муллінс                                      | 1 епізод («Porn in the U.S.A.») |
| 1997      | Краще не буває (As Good as It Gets)                      | Чоловік за столом                                 | Поряд з актором сидить Ліса Едельштейн, колега по серіалу «Доктор Хаус»                                                               |
| 1998      | Ціна за рубінів (A Price Above Rubies)                   | Шнуль                                             | |
| 1998      | Великі надії (Great Expectations)                        | Чоловік за телефоном                              | |
| 1998      | Mixing Nia                                               |                                                   | |
| 1998      | Цивільний позов (A Civil Action)                         | Ніл Джекобс                                       | |
| 1999      | Hit and Runway ()                                        | Елліот Спрінгер                                   | |
| 1999      | Колиска гойдатиметься (Cradle Will Rock)                 | Сільвано                                          | |
| 2000      | Поговори зі мною (серіал) (Talk to Me)                   | Сенді                                             | |
| 2000      | Шукаючи ехо (Looking for an Echo)                        | Марті Перлстеін                                   | |
| 2000      | Бик (серіал — 2000—2001) (Bull)                          | Джош Кеплан                                       | 5 епізодів («Blood, Flopsweat and Tears»; «One Night in Bangkok»; «Appearance of Impropriety»; «Love's Labors Lost»; «White Knight».) |
| 2001      | Життя з Девідом Джей (Life with David J)                 |                                                   | |
| 2001      | Сусід по кімнаті (Roomates)                              | Ерік                                              | |
| 2001      | Вілл і Грейс (серіал) (Will and Grace)                   | Пол Баднік                                        | 1 епізод («Mad Dogs and Average Men»)                                                                                                 |
| 2001      | 61                                                       | Арті Грін                                         | |
| 2001      | Gideon's Crossing ()                                     | Джош Стеінмен                                     | 1 епізод («The Way») |
| 2001      | Третя зміна (серіал) (Third Watch)                       | Детектив Холл                                     | 1 епізод («Childhood Memories») |
| 2001      | Скоро все наладиться (Get Well Soon)                     | Нейтан                                            | |
| 2002      | Повітряні замки (Pipe Dream)                             | Арні Хаффлітз                                     | |
| 2002      | Шоу починається (Showtime)                               | Бред Слокам                                       | |
| 2002      | Стежкою війни (Path to War)                              | Адам Ярмолінскі                                   | |
| 2003      | A.U.S.A. (серіал)                                        | Джеффрі Лауренс                                   | |
| 2003      | Ед (серіал) (Ed)                                         | Джефф Фостер                                      | 1 епізод («Goodbye Stuckeyville») |
| 2004      | Швидка допомога (серіал) (ER)                            |                                                   | 1 епізод («The Student») |
| 2004      | Strip Search ()                                          | Джон Скенлон                                      | |
| 2004      | Method and Red (серіал) ()                               | Білл Блефорд                                      | 1 епізод («Something About Brenda»)                                                                                                   |
| 2005      | Королева екрану (серіал) (Hope and Faith)                | Аарон Мелвілль                                    | 2 епізоди («Wife Swap: Parts 1»; «Wife Swap: Parts 2»)                                                                                |
| 2005      | Добраніч і хай вам щастить (Good Night, and Good Luck)   | Джиммі                                            | |
| 2005      | Доміно (Domino)                                          | Барк Бекетт                                       | |
| 2005      | C.S.I.: Місце злочину Маямі (серіал) (CSI: Miami)        | Джордж Хемметт                                    | 1 епізод («Payback») |
| 2006      | Продюсер (серіал) (Love Monkey)                          | Wapow! Guy                                        | 1 епізод («Confidence») |
| 2006      | Клініка (серіал) (Scrubs)                                | Містер Фостер                                     | 1 епізод («My Big Bird») |
| 2006      | Failure to Launch ()                                     | Хлопець з човнової майстерні                      | |
| 2006      | Проходження (The Passage)                                | Якоб Шульц                                        | |
| 2006      | Мислити як вбивця (серіал) (Criminal Minds)              | Майкл Раєр                                        | 1 епізод («Somebody's Watching») |
| 2006      | Правосуддя (серіал) ()                                   | Ярмулка Джейк                                     | 5 епізодів («Pilot»; «Golden Boy»; «Victims»; «Side Man»; «Crossing the Line»)                                                        |
| 2006      | Загублена кімната (серіал) (The Lost Room)               | Воллі Ябровскі                                    | 3 епізоди («The Eye and the Prime Object»; «The Comb and the Box»; «The Key and the Clock»)                                           |
| 2007      | The Memory Thief                                         | містер Фрімен                                     | |
| 2007      | Міцний горішок 4.0 (Live Free Or Die Hard)               | партнер Меггі К'ю                                 | Uncredited |
| 2007      | Purple Violets                                           | Monroe- Real Estate Agent                         | Uncredited |
| 2007      | Юристи Бостона (шоу) (Boston Legal)                      | Ренді Голден                                      | 1 епізод («Guantanamo by the Bay») |
| 2007      | Трансформери (Transformers)                              | містер Хосні                                      | Cameo |
| 2007      | Розлучення по-голлівудському (серіал) (The Starter Wife) | Кенні Кеган                                       | 6 епізодів («Hour 1, Hour 2, Hour 3, Hour 4, Hour 5 and Hour 6»)                                                                      |
| 2007-2012 | Доктор Хаус (серіал) (House M.D.)                        | Доктор Кріс Тауб                                  | |
| 2008      | Одного разу в Голлівуді (What Just Happened)             | Кел                                               | |
| 2008      | Північний експрес (Midnight Meat Train)                  | Отто                                              | |
| 2009      | Royal Pains (серіал)                                     | Алан Райтер                                       | |
| 2019      | Щиголь (The Goldfinch)                                   | містер Сілвер                                     | |
| 2024      | Забери мене на місяць (Fly Me to the Moon)               | Чак Медоус                                        | |

## Нагороди та номінації
- 2006 — Приз гільдії сценаристів США' — Найкращий акторський ансамбль у художньому фільмі «На добраніч і удачі» (разом з Джорджем Клуні, Реєм Вейзом, Робертом Дауні молодшим, Френком Лангелла, Джеффом Деніелселом, Патрішею Кларксон та іншими)